# Alexandra Cuffel
Alexandra Fredricka Caroline Cuffel ist eine US-amerikanische Judaistin.
Alexandra Cuffel studierte Geschichte in den USA und England. Sie erwarb 1988 den B. A. in Mediävistik an der Indiana University, 1990 den MPhil Mittelalterliche Geschichte an der Universität Cambridge und 2002 den Ph.D. Mittelalterliche Geschichte an der New York University. Sie war Gastwissenschaftlerin am Bochumer Käte Hamburger Kolleg „Dynamiken der Religionsgeschichte zwischen Asien und Europa“. Sie war Assistant Professor für mittelalterliche Geschichte am Virginia Polytechnic Institute and State University und Gastprofessorin an der University of Massachusetts Amherst (2002–2004). Von 2004 bis 2008 war sie Assistant Professor für vormoderne Weltgeschichte am Macalester College. Bis 2012 war sie Adjunct Professor für Geschichte am College of New Jersey und Adjunct Assistant Professor für Gender and Women’s Studies am jüdisch-theologischen Seminar in New York. Seit 2012 ist sie Professorin für jüdische Religion in Vergangenheit und Gegenwart an der Ruhr-Universität Bochum.
Ihre Forschung konzentriert sich auf die Beziehungen zwischen Juden, Christen und Muslimen im Mittelalter, insbesondere auf die Schnittstellen von religiöser Polemik, medizinischen Theorien und Geschlecht sowohl in Westeuropa als auch im Nahen Osten. Weitere Forschungsinteressen sind gemeinsame Heiligenkulte und Feste im mittelalterlichen und frühneuzeitlichen Mittelmeerraum sowie „rassische“ Einstellungen im Mittelalter. Im Jahr 2015 erhielt sie einen ERC Consolidator Grant für das Projekt „Jews and Christians in the East: Strategien der Interaktion vom Mittelmeer bis zum Indischen Ozean“ („JewsEast“).

## Schriften (Auswahl)
- mit Brian Britt (Hrsg.): Religion, gender, and culture in the pre-modern world. New York 2007, ISBN 1-4039-7218-4.
- Gendering disgust in medieval religious polemic. Notre Dame 2007, ISBN 0-268-02367-0.
- mit Ana Echevarria und Georgios T. Halkias (Hrsg.): Religious boundaries for sex, gender, and corporeality. London 2019, ISBN 978-0-8153-9950-6.
- mit Nikolas Jaspert (Hrsg.): Entangled hagiographies of the religious other. Newcastle upon Tyne 2019, ISBN 1-5275-1626-1.